# Tiolază
Tiolazele, denumite și acetil-coenzima A acetiltransferaze (ACAT), sunt enzime din clasa transferazelor care catalizează reacția de legare a două unități de acetil-CoA la acetoacetil CoA pe calea mevalonatului.